# Николовка
Нико́ловка — хутор в Милютинском районе Ростовской области.
Административный центр Николо-Березовского сельского поселения.

## Население
| 2010 |
| ---- |
| 431  |

## Улицы
| - ул. Центральная - ул. Заречная, - ул. Липовая, - ул. Луговая, | - ул. Молодёжная, - ул. Новая, - ул. Северная, - ул. Торговая, | - пер. Восточный, - пер. Западный, - пер. Центральный, - пер. Школьный. |